# Eremobates suspectus
Eremobates suspectus är en spindeldjursart som beskrevs av Muma 1951. Eremobates suspectus ingår i släktet Eremobates och familjen Eremobatidae. Inga underarter finns listade i Catalogue of Life.